# Cincelado de la plata
El cincelado de la plata es un tipo de cincelado muy difundido en América del Sur. Forma parte de los trabajos de platería.
Es una técnica de trabajo ancestral en el Perú y que se siguió desarrollando en la época del Virreinato del Perú para la cual se emplea una especie de formoncillo que se golpea con un martillo de cincelar, consiguiéndose finuras de acabado que no pueden ser logradas por el repujado.
Al contrario del repujado, el trabajo es totalmente externo sin intervención al revés de la lámina.
Esta técnica persiste actualmente en el Perú.